# Charlotte Skeoch
Charlotte Skeoch (Surrey, 22 februari 1989) is een Brits actrice. Als actrice is ze vooral bekend door de Harry Potterfilms. In de films speelde ze de rol van de leerlinge Hannah Albedil.